# منتخب يوغوسلافيا لكرة الماء
منتخب يوغوسلافيا الوطني لكرة الماء هو المنتخب الذي كان يمثل يوغوسلافيا في منافسات كرة الماء للرجال، كان يعتبر من أقوى منتخبات كرة الماء، حيث تمكن من الفوز بالميدالية الذهبية الأولمبية 3 مرات وكانت في دورات 1968 و 1984 و 1988 وتمكن مرتين من الفوز بالميدالية الذهبية في بطولة العالم للسباحة ومرتين فاز بكأس العالم ومرة واحدة ببطولة أوروبا.